# براسويل
براسويل (بالإنجليزية: Braswell, Georgia)‏ هي مدينة تقع في مقاطعة بولك، جورجيا, مقاطعة بولدينغ، جورجيا بولاية جورجيا في الولايات المتحدة. تبلغ مساحة هذه المدينة 7.9 (كم²)، وترتفع عن سطح البحر 354 م، بلغ عدد سكانها 379 نسمة في عام 2010 حسب إحصاء مكتب تعداد الولايات المتحدة.

## وصلات خارجية
- Cities & Counties - Georgia.gov